# محمد فريد خميس
محمد فريد خميس (14 أبريل 1940 - 19 سبتمبر 2020) رجل أعمال مصري ومؤسس شركة النساجون الشرقيون من أكبر شركات صناعة السجاد في العالم.
ولد في بيلا بكفر الشيخ، متزوج وله ولد وبنتان. حصل على بكالوريوس تجارة ودراسات عليا في صناعة المنسوجات من الولايات المتحدة الأمريكية.

## أعماله
يمتلك مجموعة شركات تعمل في عده مجالات غير صناعة السجاد مثال الشرقيون للبتروكيماويات والشرقيون للتنمية العمرانية.
الأكثر إسهاماً في كل من:
- الجامعة البريطانية في مصر.
- أكاديمية الشروق.
- حي الياسمين.

## اتهام ابنه
اُتهم ابنه محمد محمد فريد خميس، الشهير بـ"بيبو"، بأغتصاب فتاة بفندق الفيرمونت المعروفة إعلامياً بقضية اغتصاب فتاة فيرمونت.